# Maria de las Mercedes van Bourbon (1910-2000)

Portretbüste van prinses Maria de Las Mercedes

Maria de las Mercedes van Bourbon, prinses van Bourbon (Spaans: María de las Mercedes de Borbón y Orleans) (Madrid, 23 december 1910 — Lanzarote, 2 januari 2000), gravin van Barcelona, was de dochter van Karel Maria van Bourbon-Sicilië. Ze trouwde met Juan de Borbón, de zoon van koning Alfons XIII van Spanje. Maria was de moeder van de Spaanse koning Juan Carlos.

## Afstamming
Maria was de dochter van Karel van Bourbon-Sicilië en diens tweede echtgenote Louise van Orléans. Haar vader was eerder getrouwd geweest met Maria de las Mercedes van Spanje, dochter van de Spaanse koning Alfons XII van Spanje en diens echtgenote Maria Christina van Oostenrijk. Via haar ouders stamde Maria onder andere af van Ferdinand I der Beide Siciliën, Marie Amélie van Bourbon-Sicilië, Ferdinand VII van Spanje en Lodewijk Filips I van Frankrijk.

## Huwelijk
Maria verbleef van 1931 tot 1976 in ballingschap. Ze leefde eerst in Cannes, vervolgens in Rome. Daar trouwde ze op 12 oktober 1935 met Juan de Borbón. Ze woonden eerst in Rome, vervolgens in Lausanne en uiteindelijk in Estoril, Portugal. Ze kregen vier kinderen:
- Pilar (1936–2020)
- Juan Carlos (1938)
- Margarita Maria (1939)
- Alfons (1941–1956)

Ondanks dat de monarchie in Spanje plaats had gemaakt voor de Tweede Spaanse Republiek, gebruikte Juan de titel ‘Graaf van Barcelona’ om op te komen voor zijn rechten op de Spaanse troon. Na hun huwelijk noemde Maria zich ‘Gravin van Barcelona’.
Toen de monarchie in 1975 door generaal Francisco Franco werd hersteld, benoemde Franco Juan Carlos tot koning. Maria wist te voorkomen dat dit tot een breuk tussen vader en zoon leidde, door ervoor te zorgen dat Juan in 1977 officieel afstand deed van zijn rechten op de Spaanse troon. Koning Juan Carlos gaf hem daarom officieel de titel ‘Graaf van Barcelona’, die hij in al die jaren met zoveel trots had gedragen.

## Dood
Maria raakte gedeeltelijk verlamd, waarna ze in een rolstoel terechtkwam. Ze vierde nieuwjaar 2000 met haar familie op het Canarische eiland Lanzarote. Op zondagmiddag 2 januari voelde ze zich niet lekker en ging naar haar kamer, waar ze in haar slaap overleed. De volgende maandag werd de officiële zevendaagse rouwperiode aangekondigd. Maria werd opgebaard in het koninklijk paleis, waar duizenden Spanjaarden afscheid van haar namen.
Op dinsdag vond er een rouwdienst plaats in de kapel van het Koninklijk Paleis van Madrid, waar leden van de koninklijke familie en de regering aanwezig waren. Vervolgens werd Maria, ondanks dat zij noch haar man ooit de Spaanse troon hadden bestegen, bijgezet in de Koninklijke grafkelder van het Escorial, 45 kilometer ten noordwesten van Madrid. Haar man, die in 1993 was gestorven, was daar ook bijgezet.

## Kwartierstaat
| Ferdinand II der Beide Siciliën (1810-1859) | Ferdinand II der Beide Siciliën (1810-1859) | Ferdinand II der Beide Siciliën (1810-1859) | Ferdinand II der Beide Siciliën (1810-1859) | Ferdinand II der Beide Siciliën (1810-1859) | Ferdinand II der Beide Siciliën (1810-1859) | Theresia van Oostenrijk (1816-1867)    | Theresia van Oostenrijk (1816-1867)    | Theresia van Oostenrijk (1816-1867)    | Theresia van Oostenrijk (1816-1867)    | Theresia van Oostenrijk (1816-1867)         | Theresia van Oostenrijk (1816-1867)         |                                             |                                             | Frans de Paula van Bourbon-Sicilië (1827-1892) | Frans de Paula van Bourbon-Sicilië (1827-1892) | Frans de Paula van Bourbon-Sicilië (1827-1892) | Frans de Paula van Bourbon-Sicilië (1827-1892) | Frans de Paula van Bourbon-Sicilië (1827-1892) | Frans de Paula van Bourbon-Sicilië (1827-1892) | Marie Isabella van Oostenrijk (1834-1901)     | Marie Isabella van Oostenrijk (1834-1901)     | Marie Isabella van Oostenrijk (1834-1901)    | Marie Isabella van Oostenrijk (1834-1901)    | Marie Isabella van Oostenrijk (1834-1901)    | Marie Isabella van Oostenrijk (1834-1901)    |  |  | Ferdinand Filips van Orléans (1810-1842)      | Ferdinand Filips van Orléans (1810-1842)      | Ferdinand Filips van Orléans (1810-1842)      | Ferdinand Filips van Orléans (1810-1842)      | Ferdinand Filips van Orléans (1810-1842)      | Ferdinand Filips van Orléans (1810-1842)      | Helena van Mecklenburg-Schwerin (1814-1858) | Helena van Mecklenburg-Schwerin (1814-1858) | Helena van Mecklenburg-Schwerin (1814-1858)   | Helena van Mecklenburg-Schwerin (1814-1858)   | Helena van Mecklenburg-Schwerin (1814-1858)   | Helena van Mecklenburg-Schwerin (1814-1858)   |                                               |                                               | Anton van Orléans (1824-1890)  | Anton van Orléans (1824-1890)  | Anton van Orléans (1824-1890)          | Anton van Orléans (1824-1890)          | Anton van Orléans (1824-1890)          | Anton van Orléans (1824-1890)          | Luisa Fernanda van Spanje (1832-1897)  | Luisa Fernanda van Spanje (1832-1897)  | Luisa Fernanda van Spanje (1832-1897) | Luisa Fernanda van Spanje (1832-1897) | Luisa Fernanda van Spanje (1832-1897) | Luisa Fernanda van Spanje (1832-1897) |  |  |  |  |  |  |  |  |  |  |  |  |  |  |  |  |  |  |  |  |  |  |  |  |  |  |  |  |  |  |  |  |  |  |  |  |  |  |  |  |  |  |  |  |  |  |  |  |
| Ferdinand II der Beide Siciliën (1810-1859) | Ferdinand II der Beide Siciliën (1810-1859) | Ferdinand II der Beide Siciliën (1810-1859) | Ferdinand II der Beide Siciliën (1810-1859) | Ferdinand II der Beide Siciliën (1810-1859) | Ferdinand II der Beide Siciliën (1810-1859) | Theresia van Oostenrijk (1816-1867)    | Theresia van Oostenrijk (1816-1867)    | Theresia van Oostenrijk (1816-1867)    | Theresia van Oostenrijk (1816-1867)    | Theresia van Oostenrijk (1816-1867)         | Theresia van Oostenrijk (1816-1867)         |                                             |                                             | Frans de Paula van Bourbon-Sicilië (1827-1892) | Frans de Paula van Bourbon-Sicilië (1827-1892) | Frans de Paula van Bourbon-Sicilië (1827-1892) | Frans de Paula van Bourbon-Sicilië (1827-1892) | Frans de Paula van Bourbon-Sicilië (1827-1892) | Frans de Paula van Bourbon-Sicilië (1827-1892) | Marie Isabella van Oostenrijk (1834-1901)     | Marie Isabella van Oostenrijk (1834-1901)     | Marie Isabella van Oostenrijk (1834-1901)    | Marie Isabella van Oostenrijk (1834-1901)    | Marie Isabella van Oostenrijk (1834-1901)    | Marie Isabella van Oostenrijk (1834-1901)    |  |  | Ferdinand Filips van Orléans (1810-1842)      | Ferdinand Filips van Orléans (1810-1842)      | Ferdinand Filips van Orléans (1810-1842)      | Ferdinand Filips van Orléans (1810-1842)      | Ferdinand Filips van Orléans (1810-1842)      | Ferdinand Filips van Orléans (1810-1842)      | Helena van Mecklenburg-Schwerin (1814-1858) | Helena van Mecklenburg-Schwerin (1814-1858) | Helena van Mecklenburg-Schwerin (1814-1858)   | Helena van Mecklenburg-Schwerin (1814-1858)   | Helena van Mecklenburg-Schwerin (1814-1858)   | Helena van Mecklenburg-Schwerin (1814-1858)   |                                               |                                               | Anton van Orléans (1824-1890)  | Anton van Orléans (1824-1890)  | Anton van Orléans (1824-1890)          | Anton van Orléans (1824-1890)          | Anton van Orléans (1824-1890)          | Anton van Orléans (1824-1890)          | Luisa Fernanda van Spanje (1832-1897)  | Luisa Fernanda van Spanje (1832-1897)  | Luisa Fernanda van Spanje (1832-1897) | Luisa Fernanda van Spanje (1832-1897) | Luisa Fernanda van Spanje (1832-1897) | Luisa Fernanda van Spanje (1832-1897) |  |  |  |  |  |  |  |  |  |  |  |  |  |  |  |  |  |  |  |  |  |  |  |  |  |  |  |  |  |  |  |  |  |  |  |  |  |  |  |  |  |  |  |  |  |  |  |  |
|                                             |                                             |                                             |                                             |                                             |                                             |                                        |                                        |                                        |                                        |                                             |                                             |                                             |                                             |                                                |                                                |                                                |                                                |                                                |                                                |                                               |                                               |                                              |                                              |                                              |                                              |  |  |                                               |                                               |                                               |                                               |                                               |                                               |                                             |                                             |                                               |                                               |                                               |                                               |                                               |                                               |                                |                                |                                        |                                        |                                        |                                        |                                        |                                        |                                       |                                       |                                       |                                       |  |  |  |  |  |  |  |  |  |  |  |  |  |  |  |  |  |  |  |  |  |  |  |  |  |  |  |  |  |  |  |  |  |  |  |  |  |  |  |  |  |  |  |  |  |  |  |  |
|                                             |                                             |                                             |                                             | Alfons van Bourbon-Sicilië (1841-1934)      | Alfons van Bourbon-Sicilië (1841-1934)      | Alfons van Bourbon-Sicilië (1841-1934) | Alfons van Bourbon-Sicilië (1841-1934) | Alfons van Bourbon-Sicilië (1841-1934) | Alfons van Bourbon-Sicilië (1841-1934) |                                             |                                             |                                             |                                             |                                                |                                                | Maria Antonia van Bourbon-Sicilië (1851-1938)  | Maria Antonia van Bourbon-Sicilië (1851-1938)  | Maria Antonia van Bourbon-Sicilië (1851-1938)  | Maria Antonia van Bourbon-Sicilië (1851-1938)  | Maria Antonia van Bourbon-Sicilië (1851-1938) | Maria Antonia van Bourbon-Sicilië (1851-1938) |                                              |                                              |                                              |                                              |  |  |                                               |                                               |                                               |                                               | Louis Philippe van Orléans (1838-1894)        | Louis Philippe van Orléans (1838-1894)        | Louis Philippe van Orléans (1838-1894)      | Louis Philippe van Orléans (1838-1894)      | Louis Philippe van Orléans (1838-1894)        | Louis Philippe van Orléans (1838-1894)        |                                               |                                               |                                               |                                               |                                |                                | Marie Isabelle van Orléans (1848-1919) | Marie Isabelle van Orléans (1848-1919) | Marie Isabelle van Orléans (1848-1919) | Marie Isabelle van Orléans (1848-1919) | Marie Isabelle van Orléans (1848-1919) | Marie Isabelle van Orléans (1848-1919) |                                       |                                       |                                       |                                       |  |  |  |  |  |  |  |  |  |  |  |  |  |  |  |  |  |  |  |  |  |  |  |  |  |  |  |  |  |  |  |  |  |  |  |  |  |  |  |  |  |  |  |  |  |  |  |  |
|                                             |                                             |                                             |                                             | Alfons van Bourbon-Sicilië (1841-1934)      | Alfons van Bourbon-Sicilië (1841-1934)      | Alfons van Bourbon-Sicilië (1841-1934) | Alfons van Bourbon-Sicilië (1841-1934) | Alfons van Bourbon-Sicilië (1841-1934) | Alfons van Bourbon-Sicilië (1841-1934) |                                             |                                             |                                             |                                             |                                                |                                                | Maria Antonia van Bourbon-Sicilië (1851-1938)  | Maria Antonia van Bourbon-Sicilië (1851-1938)  | Maria Antonia van Bourbon-Sicilië (1851-1938)  | Maria Antonia van Bourbon-Sicilië (1851-1938)  | Maria Antonia van Bourbon-Sicilië (1851-1938) | Maria Antonia van Bourbon-Sicilië (1851-1938) |                                              |                                              |                                              |                                              |  |  |                                               |                                               |                                               |                                               | Louis Philippe van Orléans (1838-1894)        | Louis Philippe van Orléans (1838-1894)        | Louis Philippe van Orléans (1838-1894)      | Louis Philippe van Orléans (1838-1894)      | Louis Philippe van Orléans (1838-1894)        | Louis Philippe van Orléans (1838-1894)        |                                               |                                               |                                               |                                               |                                |                                | Marie Isabelle van Orléans (1848-1919) | Marie Isabelle van Orléans (1848-1919) | Marie Isabelle van Orléans (1848-1919) | Marie Isabelle van Orléans (1848-1919) | Marie Isabelle van Orléans (1848-1919) | Marie Isabelle van Orléans (1848-1919) |                                       |                                       |                                       |                                       |  |  |  |  |  |  |  |  |  |  |  |  |  |  |  |  |  |  |  |  |  |  |  |  |  |  |  |  |  |  |  |  |  |  |  |  |  |  |  |  |  |  |  |  |  |  |  |  |
|                                             |                                             |                                             |                                             |                                             |                                             |                                        |                                        |                                        |                                        | Karel Maria van Bourbon-Sicilië (1870-1949) | Karel Maria van Bourbon-Sicilië (1870-1949) | Karel Maria van Bourbon-Sicilië (1870-1949) | Karel Maria van Bourbon-Sicilië (1870-1949) | Karel Maria van Bourbon-Sicilië (1870-1949)    | Karel Maria van Bourbon-Sicilië (1870-1949)    |                                                |                                                |                                                |                                                |                                               |                                               |                                              |                                              |                                              |                                              |  |  |                                               |                                               |                                               |                                               |                                               |                                               |                                             |                                             |                                               |                                               | Louise van Orléans (1882-1958)                | Louise van Orléans (1882-1958)                | Louise van Orléans (1882-1958)                | Louise van Orléans (1882-1958)                | Louise van Orléans (1882-1958) | Louise van Orléans (1882-1958) |                                        |                                        |                                        |                                        |                                        |                                        |                                       |                                       |                                       |                                       |  |  |  |  |  |  |  |  |  |  |  |  |  |  |  |  |  |  |  |  |  |  |  |  |  |  |  |  |  |  |  |  |  |  |  |  |  |  |  |  |  |  |  |  |  |  |  |  |
|                                             |                                             |                                             |                                             |                                             |                                             |                                        |                                        |                                        |                                        | Karel Maria van Bourbon-Sicilië (1870-1949) | Karel Maria van Bourbon-Sicilië (1870-1949) | Karel Maria van Bourbon-Sicilië (1870-1949) | Karel Maria van Bourbon-Sicilië (1870-1949) | Karel Maria van Bourbon-Sicilië (1870-1949)    | Karel Maria van Bourbon-Sicilië (1870-1949)    |                                                |                                                |                                                |                                                |                                               |                                               |                                              |                                              |                                              |                                              |  |  |                                               |                                               |                                               |                                               |                                               |                                               |                                             |                                             |                                               |                                               | Louise van Orléans (1882-1958)                | Louise van Orléans (1882-1958)                | Louise van Orléans (1882-1958)                | Louise van Orléans (1882-1958)                | Louise van Orléans (1882-1958) | Louise van Orléans (1882-1958) |                                        |                                        |                                        |                                        |                                        |                                        |                                       |                                       |                                       |                                       |  |  |  |  |  |  |  |  |  |  |  |  |  |  |  |  |  |  |  |  |  |  |  |  |  |  |  |  |  |  |  |  |  |  |  |  |  |  |  |  |  |  |  |  |  |  |  |  |
|                                             |                                             |                                             |                                             |                                             |                                             |                                        |                                        |                                        |                                        |                                             |                                             |                                             |                                             |                                                |                                                |                                                |                                                |                                                |                                                |                                               |                                               |                                              |                                              |                                              |                                              |  |  |                                               |                                               |                                               |                                               |                                               |                                               |                                             |                                             |                                               |                                               |                                               |                                               |                                               |                                               |                                |                                |                                        |                                        |                                        |                                        |                                        |                                        |                                       |                                       |                                       |                                       |  |  |  |  |  |  |  |  |  |  |  |  |  |  |  |  |  |  |  |  |  |  |  |  |  |  |  |  |  |  |  |  |  |  |  |  |  |  |  |  |  |  |  |  |  |  |  |  |
|                                             |                                             |                                             |                                             |                                             |                                             |                                        |                                        |                                        |                                        |                                             |                                             |                                             |                                             |                                                |                                                |                                                |                                                |                                                |                                                |                                               |                                               |                                              |                                              |                                              |                                              |  |  |                                               |                                               |                                               |                                               |                                               |                                               |                                             |                                             |                                               |                                               |                                               |                                               |                                               |                                               |                                |                                |                                        |                                        |                                        |                                        |                                        |                                        |                                       |                                       |                                       |                                       |  |  |  |  |  |  |  |  |  |  |  |  |  |  |  |  |  |  |  |  |  |  |  |  |  |  |  |  |  |  |  |  |  |  |  |  |  |  |  |  |  |  |  |  |  |  |  |  |
|                                             |                                             |                                             |                                             |                                             |                                             |                                        |                                        |                                        |                                        |                                             |                                             | Karel van Bourbon-Sicilië (1908-1936)       | Karel van Bourbon-Sicilië (1908-1936)       | Karel van Bourbon-Sicilië (1908-1936)          | Karel van Bourbon-Sicilië (1908-1936)          | Karel van Bourbon-Sicilië (1908-1936)          | Karel van Bourbon-Sicilië (1908-1936)          |                                                |                                                | Maria de los Dolores van Bourbon (1909-1996)  | Maria de los Dolores van Bourbon (1909-1996)  | Maria de los Dolores van Bourbon (1909-1996) | Maria de los Dolores van Bourbon (1909-1996) | Maria de los Dolores van Bourbon (1909-1996) | Maria de los Dolores van Bourbon (1909-1996) |  |  | Maria de las Mercedes van Bourbon (1910-2000) | Maria de las Mercedes van Bourbon (1910-2000) | Maria de las Mercedes van Bourbon (1910-2000) | Maria de las Mercedes van Bourbon (1910-2000) | Maria de las Mercedes van Bourbon (1910-2000) | Maria de las Mercedes van Bourbon (1910-2000) |                                             |                                             | Maria de la Esperanza van Bourbon (1914-2005) | Maria de la Esperanza van Bourbon (1914-2005) | Maria de la Esperanza van Bourbon (1914-2005) | Maria de la Esperanza van Bourbon (1914-2005) | Maria de la Esperanza van Bourbon (1914-2005) | Maria de la Esperanza van Bourbon (1914-2005) |                                |                                |                                        |                                        |                                        |                                        |                                        |                                        |                                       |                                       |                                       |                                       |  |  |  |  |  |  |  |  |  |  |  |  |  |  |  |  |  |  |  |  |  |  |  |  |  |  |  |  |  |  |  |  |  |  |  |  |  |  |  |  |  |  |  |  |  |  |  |  |

## Afbeeldingen

Wapenschild (1941–1977)
Wapenschild (1977–2000)
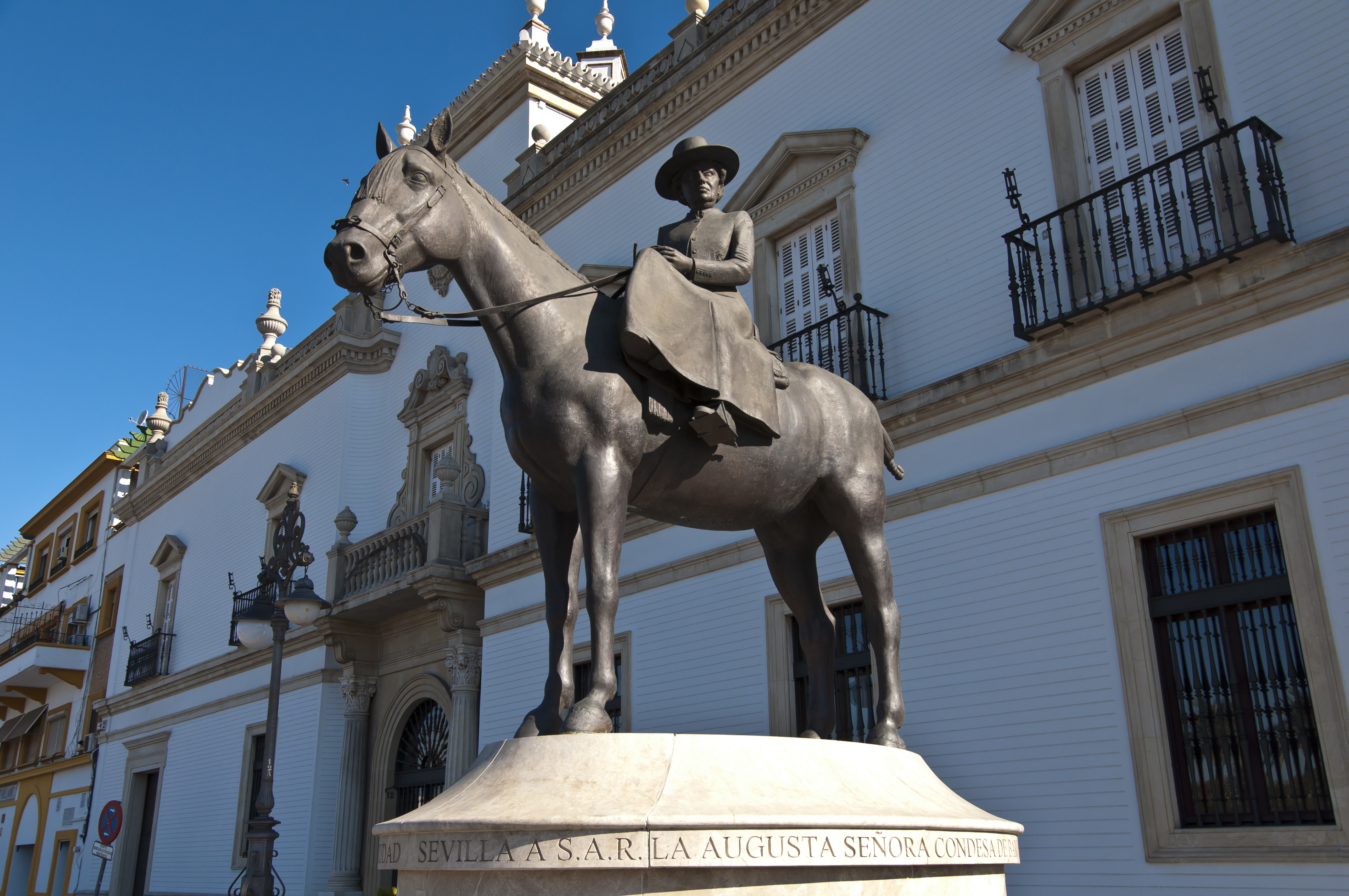
Haar standbeeld voor de Plaza de Toros in Sevilla